# Campbon
Campbon is een gemeente in Frankrijk in het departement Loire-Atlantique in de regio Pays de la Loire. Campbon telde op 1 januari 2022 4.031 inwoners.

## Geografie
De oppervlakte van Campbon bedroeg op 1 januari 2022 49,82 vierkante kilometer; de bevolkingsdichtheid was toen 80,9 inwoners per km².

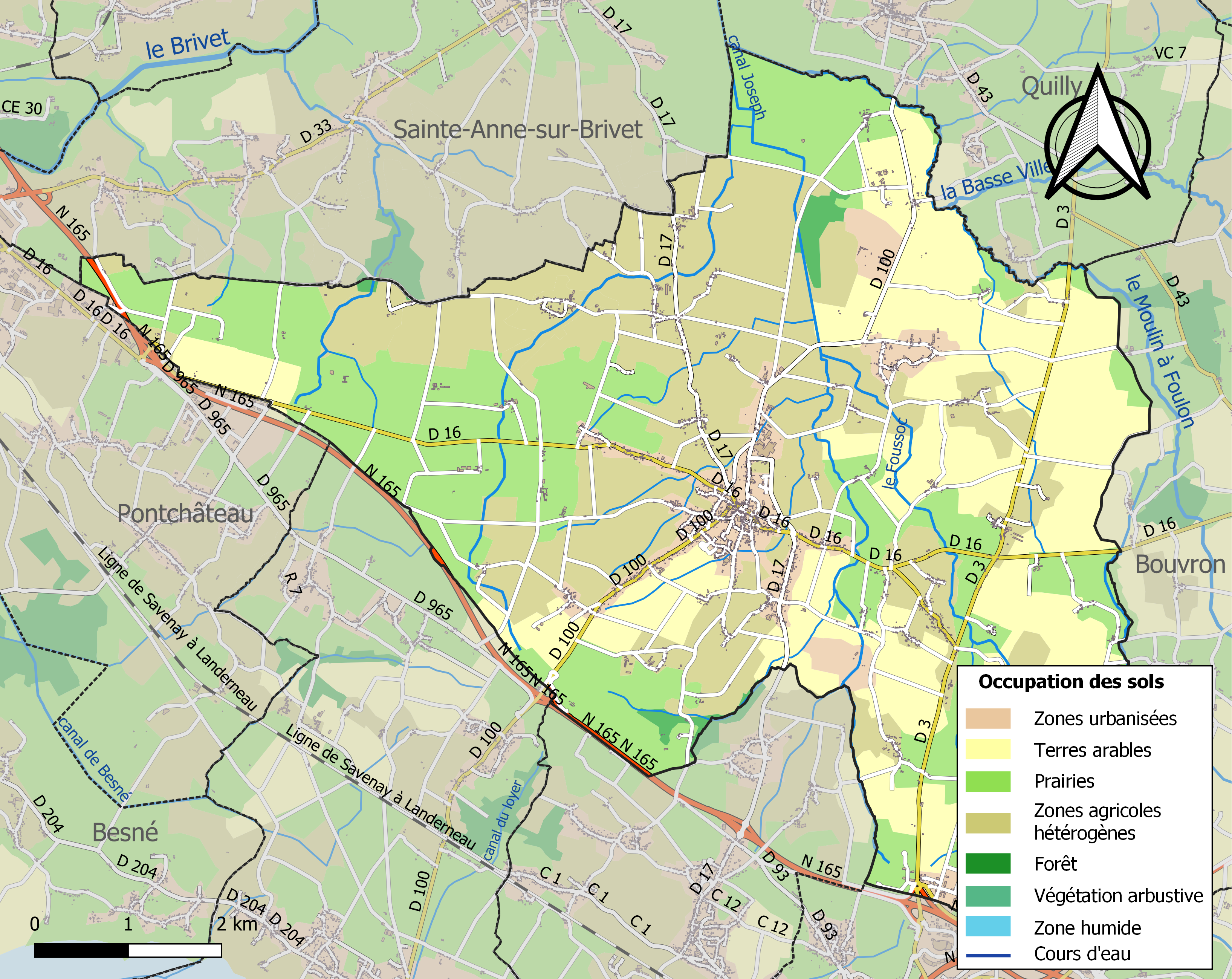
Kaart van de gemeente met de belangrijkste infrastructuur, bodemgebruik en omliggende gemeenten

## Demografie
Onderstaande figuur toont het verloop van het inwonertal (bron: INSEE-tellingen).

## Geboren in Campbon
- Jean Rouaud (1952), auteur